# Брікет-Вуд
Брікет-Вуд — село в графстві Гартфордшир, Англія, за 6,8 км на південь від Сент-Олбанса та за 6,8 км на північний-північний схід від Вотфорда.

## Історія
Територія Брікет-Вуд була переважно зайнята фермерами, поки, в 1861 році, не побудували залізничну станцію Брікет-Вуд. У 1889 році брати Генрі Ґрей та Вільям Ґрей скупили землю в цьому районі та побудували ярмарковий майданчик Woodside Retreat Fairground. Майданчик приваблював натовпи відвідувачів з Лондона та сусідніх міст, і навколо станції виникло невелике село. У 1923 році Р. Б. Крістмасом неподалік був побудований конкуруючий ярмарковий майданчик під назвою Joyland. Обидва курорти були закриті в 1929 році, і Крістмас використав свою землю, що залишилася, для будівництва бунгало.
У 1930-х роках ця територія стала популярною серед натуристів після того, як Чарльз Макаскі створив натуристський табір Spielplatz на околиці села. Натуристи скуповували земельні ділянки на краю села і будували власні громади, в яких спочатку не було ні електрики, ні води. Село також почало приваблювати вікканців після того, як Джеральд Ґарднер створив шабаш Брікет-Вуд.
У 1950-х роках для співробітників авіаційної компанії Гендлі Пейдж, яка мала завод у Радлетті, були побудовані житлові комплекси. Потім з'явилося більше маєтків, спрямованих на пасажирів, які бажають житла поблизу Зеленого поясу зі зручним доступом до Лондона.